# Mario Jurić
Pour les articles homonymes, voir Jurić.
Mario Jurić, né le 9 février 1979 , à Zagreb, en Croatie, est un astronome croate.
Il a co-découvert 125 astéroïdes avec Korado Korlević, et ainsi qu'au moins une comète périodique : 183P/Korlević-Jurić.

## Biographie
Mario Jurić est diplômé de la faculté des sciences de l'université de Zagreb et a effectué un doctorat à l'université de Princeton en 2007. En 2003, il participa à la découverte du Grand Mur de Sloan, à l'époque la plus grande structure connue de l'Univers. Il est responsable scientifique du système de gestion des données du Large Synoptic Survey Telescope.